# UCI Africa Tour 2015
L'UCI Africa Tour 2015 fu l'undicesima edizione dell'UCI Africa Tour, uno dei cinque circuiti continentali di ciclismo dell'Unione Ciclistica Internazionale. Era composto da trentatré corse che si tennero tra gennaio e dicembre 2015 in Africa.

## Calendario

### Gennaio
| Data  | Prova         | Cat. | Vincitore         | Squadra                        |
| ----- | ------------- | ---- | ----------------- | ------------------------------ |
| 14-18 | Tour d'Égypte | 2.2  | Francisco Mancebo | Skydive Dubai Pro Cycling Team |

### Febbraio
| Data  | Prova                                             | Cat. | Vincitore                                                                      | Squadra                                                                        |
| ----- | ------------------------------------------------- | ---- | ------------------------------------------------------------------------------ | ------------------------------------------------------------------------------ |
| 9     | Campionati africani - Cronometro a squadre        | CC   | Eritrea (Natnael Berhane, Mekseb Debesay, Merhawi Kudus, Daniel Teklehaimanot) | Eritrea (Natnael Berhane, Mekseb Debesay, Merhawi Kudus, Daniel Teklehaimanot) |
| 12    | Campionati africani - Cronometro                  | CC   | Tsgabu Grmay                                                                   | Eritrea                                                                        |
| 14    | Campionati africani - In linea                    | CC   | Louis Meintjes                                                                 | Sudafrica                                                                      |
| 16-22 | La Tropicale Amissa Bongo                         | 2.1  | Rafaâ Chtioui                                                                  | Skydive Dubai Pro Cycling Team                                                 |
| 26    | Challenges de la Marche Verte - GP Sakia El Hamra | 1.2  | Salah Eddine Mraouni                                                           | Marocco                                                                        |
| 27    | Challenges de la Marche Verte - GP Oued Eddahab   | 1.2  | Essaïd Abelouache                                                              | Marocco                                                                        |

### Marzo
| Data  | Prova                                             | Cat. | Vincitore              | Squadra                                     |
| ----- | ------------------------------------------------- | ---- | ---------------------- | ------------------------------------------- |
| 1     | Les Challenges de la Marche Verte - GP Al Massira | 1.2  | Abdelati Saadoune      | Marocco                                     |
| 6     | Circuit International d'Alger                     | 1.2  | Hichem Chaabane        | Olympic Algérie Tour Aglo37                 |
| 7-9   | Tour Internationale d'Oranie                      | 1.2  | Azzedine Lagab         | Groupement Sportif des Pétroliers d'Algérie |
| 10    | Grand Prix de la Ville d'Oran                     | 2.2  | Janvier Hadi           | Ruanda                                      |
| 12-14 | Tour International de Blida                       | 2.2  | Mekseb Debesay         | Eritrea                                     |
| 13-22 | Tour du Cameroun                                  | 2.2  | Clovis Kamzong         |                                             |
| 15    | Criterium International de Setif                  | 1.2  | Mekseb Debesay         | Eritrea                                     |
| 16-19 | Tour International de Setif                       | 2.2  | Nabil Baz              | Velo Club Sovac                             |
| 21-24 | Tour International d'Annaba                       | 2.2  | Hichem Chaabane        | Olympic Algérie Tour Aglo37                 |
| 25-27 | Tour International de Constantine                 | 2.2  | Amanuel Gebreigzabhier | Eritrea                                     |
| 28    | Circuit International de Constantine              | 1.2  | Hichem Chaabane        | Olympic Algérie Tour Aglo37                 |
| 30    | Criterium International de Blida                  | 1.2  | Abdelbaset Hannachi    | Groupement Sportif des Pétroliers d'Algérie |

### Aprile
| Data | Prova            | Cat. | Vincitore         | Squadra         |
| ---- | ---------------- | ---- | ----------------- | --------------- |
| 3-12 | Tour du Maroc    | 2.2  | Tomasz Marczyński | Torku Şekerspor |
| 27   | PMB Road Classic | 1.2  | Reynard Butler    |                 |

### Maggio
| Data | Prova                                             | Cat. | Vincitore                       | Squadra                             |
| ---- | ------------------------------------------------- | ---- | ------------------------------- | ----------------------------------- |
| 1    | Mayday Classic                                    | 1.2  | Hendrik Kruger Nickolas Dlamini | Team Abantu MTN Qhubeka Feeder Team |
| 3    | Hibiscus Cycle Classic                            | 1.2  | Metkel Eyob                     |                                     |
| 7    | Challenge du Prince - Trophée Princier            | 1.2  | Salaheddine Mraouni             | Marocco                             |
| 9    | Challenge du Prince - Trophée de l'Anniversaire   | 1.2  | Essaïd Abelouache               | Marocco                             |
| 10   | Challenge du Prince - Trophée de la Maison Royale | 1.2  | Anasse Ait El Abdia             | Marocco                             |

### Settembre
| Data | Prova                                           | Cat. | Vincitore           | Squadra    |
| ---- | ----------------------------------------------- | ---- | ------------------- | ---------- |
| 26-2 | Tour de Côte d'Ivoire-Tour de la Réconciliation | 2.2  | Mouhassine Lahsaini | Al Marakeb |

### Ottobre
| Data  | Prova                   | Cat. | Vincitore           | Squadra    |
| ----- | ----------------------- | ---- | ------------------- | ---------- |
| 14-18 | Grand Prix Chantal Biya | 2.2  | Mouhassine Lahsaini | Al Marakeb |
| 31-8  | Tour du Faso            | 2.2  | Mouhassine Lahsaini | Al Marakeb |

### Novembre
| Data  | Prova             | Cat. | Vincitore             | Squadra               |
| ----- | ----------------- | ---- | --------------------- | --------------------- |
| 15-22 | Tour du Rwanda    | 2.2  | Jean Bosco Nsengimana | Team Rwanda Karisimbi |
| 29-3  | Cycle4Madiba Tour | 2.2  | annullato             | annullato             |

### Dicembre
| Data | Prova                                        | Cat. | Vincitore           | Squadra    |
| ---- | -------------------------------------------- | ---- | ------------------- | ---------- |
| 4    | Cycle4Madiba Classic                         | 1.2  | annullato           | annullato  |
| 17   | Challenges des Phosphates - GP de Khouribga  | 1.2  | Mouhassine Lahsaini | Al Marakeb |
| 18   | Challenges des Phosphates - GP de Ben Guerir | 1.2  | Abdelati Saadoune   | Al Marakeb |
| 20   | Challenges des Phosphates - GP de Youssoufia | 1.2  | Lahcen Saber        |            |

## Classifiche
Classifiche finali.
| Pos. | Corridore           | Squadra       | Punti  |
| ---- | ------------------- | ------------- | ------ |
| 1    | Salaheddine Mraouni |               | 289    |
| 2    | Mouhassine Lahsaini | Al Marakeb    | 271    |
| 3    | Essaïd Abelouache   |               | 240    |
| 4    | Rafaâ Chtioui       | Skydive Dub.  | 221    |
| 5    | Mekseb Debesay      | Bike Aid      | 219,67 |
| 6    | Mouhassine Lahsaini | Al Marakeb    | 181    |
| 7    | Anasse Ait El Abdia |               | 171    |
| 8    | A. Mansouri         |               | 156    |
| 9    | Janvier Hadi        |               | 144,33 |
| 10   | Azzedine Lagab      | GS Pétroliers | 140    |

| Pos. | Squadra                      | Punti  |
| ---- | ---------------------------- | ------ |
| 1    | Skydive Dubai                | 571    |
| 2    | GS des Pétrolier Algérie     | 499    |
| 3    | MTN-Qhubeka                  | 471,02 |
| 4    | Bike Aid                     | 239,67 |
| 5    | Team Europcar                | 185,67 |
| 6    | Torku Şekerspor              | 104    |
| 7    | Bretagne-Séché Environnement | 95     |
| 8    | Al Marakeb Cycling Team      | 73     |
| 9    | Velo Club Sovac              | 42     |
| 10   | Veranclassic-Ekoi            | 33     |

| Pos. | Nazione            | Punti   |
| ---- | ------------------ | ------- |
| 1    | Marocco            | 1 704   |
| 2    | Algeria            | 1 161,8 |
| 3    | Sudafrica          | 876,88  |
| 4    | Eritrea            | 802,88  |
| 5    | Ruanda             | 613,99  |
| 6    | Tunisia            | 488     |
| 7    | Camerun            | 221     |
| 8    | Namibia            | 168,01  |
| 9    | Rep. Centrafricana | 143     |
| 10   | Zimbabwe           | 140     |